# Olga Magdalena Szaluś-Jordanow
Olga Magdalena Szaluś-Jordanow – polska lekarka weterynarii, doktor habilitowany nauk weterynaryjnych, profesor w Szkole Głównej Gospodarstwa Wiejskiego w Warszawie.

## Kariera naukowa
W 2004 roku na Wydziale Medycyny Weterynaryjnej Szkoły Głównej Gospodarstwa Wiejskiego w Warszawie uzyskała tytuł lekarza weterynarii. W 2009 roku została zatrudniona na tejże uczelni, a w 2010 roku uzyskała na niej stopień doktora nauk weterynaryjnych na podstawie rozprawy pt. Występowanie, obraz kliniczny i anatomopatologiczny choroby Morela u kóz w Polsce oraz właściwości wyizolowanych szczepów Staphyloccocus aureus subsp. anaerobius, której promotorem był Tadeusz Frymus. W 2019 roku ta sama uczelnia nadała jej stopień doktora habilitowanego nauk weterynaryjnych na podstawie pracy pt. Przyżyciowe metody oceny parametrów układu krążenia u kóz i ich zastosowanie w praktyce.